# Pseudorca crassidens
La pseudorca (Pseudorca crassidens, Owen, 1846) è un cetaceo odontoceto appartenente alla famiglia dei Delfinidi.

## Descrizione
Come suggerisce il nome, la pseudorca ha alcune caratteristiche in comune con l'orca (Orcinus orca). Come l'orca, la pseudorca può attaccare e uccidere altri cetacei, tuttavia le due specie non sono strettamente correlate. La pseudorca è di norma un cetaceo socievole, vive in branchi di 10-20 individui; a volte si raduna anche in gruppi di oltre 300 esemplari. La pseudorca è la terza specie più grande della famiglia dei Delphinidae dopo l'orca e il globicefalo. È lunga fino a 6 metri e pesante 1,4 tonnellate.
Il corpo è allungato e snello, con una grossa testa che ospita l'encefalo. Possiede 22 paia di denti robusti. Le pinne sono lunghe e appuntite. La colorazione è grigio nera, più chiara sui fianchi. 

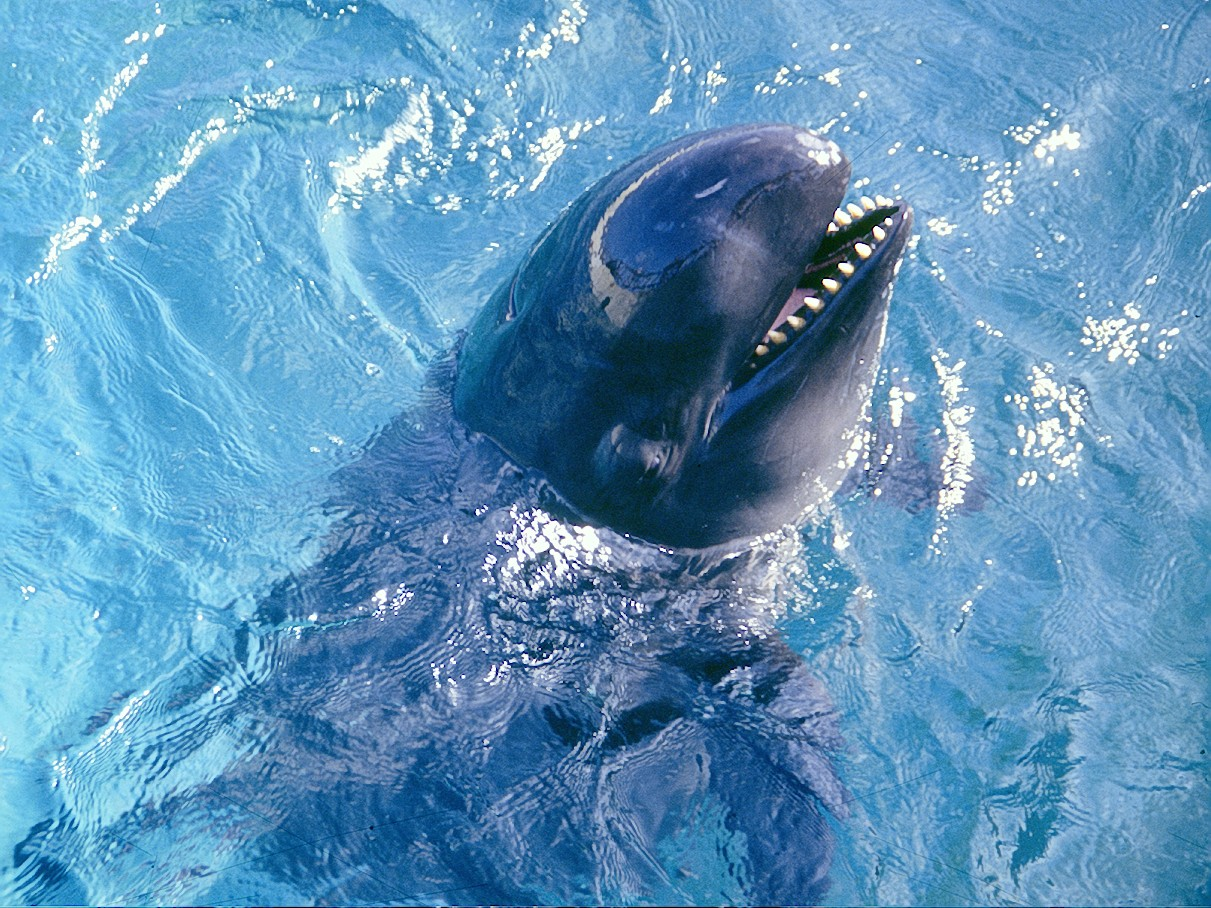
Pseudorca crassidens

## Distribuzione e habitat
La Pseudorca Crassidens vive in acque temperate e tropicali di tutto il mondo, principalmente in acque profonde. A volte si spinge in costa, arrivando anche a spiaggiare. Non è stata ampiamente studiata in ambiente naturale, perciò gran parte dei dati su di essa sono stati ricavati studiando gli animali in cattività.

## Alimentazione
Grande predatore, si nutre di grossi pesci come tonni, barracuda e salmoni ma anche di calamari e di delfini più piccoli.

## Curiosità
Se allevata in cattività può accoppiarsi anche con i tursiopi dando origine ad un ibrido chiamato Wholphin.